# Стиральный порошок
Стира́льный порошо́к — порошкообразное моющее средство, предназначенное для стирки вручную или в стиральных машинах. Относится к средствам бытовой химии.

## Виды
- Мылосодержащие — смесь мыла и щелочных солей, предназначенная для стирки только хлопчатобумажных и льняных тканей в нежёсткой воде при температуре от 40 °C[1].
- Синтетические (содержащие синтетические ПАВ) — отличаются своей универсальностью по отношению к жёсткости воды, её температуре, степени кислотности, и типу ткани[1].
- Щелочные — используются для уменьшения жёсткости воды, замачивания и кипячения белья[1].

## Состав стиральных порошков
Современные стиральные порошки содержат смесь анионных и неионогенных ПАВ, соду, силикат натрия (добавляет щелочность порошку и связывает пыль в гранулы), а также балласт из солей в качестве разбавителя (как правило — сульфат натрия (около 40 % состава неконцентрированного стирального порошка с дозировкой 150 г. на одну стирку в стиральной машине) или, реже, хлорид натрия) в количестве не более 5 %-10 %.
Также стиральные порошки могут содержать другие компоненты: катионные ПАВ, химические и оптические отбеливатели, отдушки, вещества для связывания ионов кальция и магния: (триполифосфат натрия) цеолиты, цитраты, Трилон Б). Также в состав порошка могут входить энзимы, мыло, цветные добавки для придания красивого цвета самого порошка, вещества препятствующие оседанию загрязнения на поверхность. Для удержания pH раствора стирального порошка в заданных пределах, в его состав могут включать соответствующие добавки, чаще всего лимонную кислоту.
Фосфаты в составе стирального порошка устраняют жесткость воды, усиливая тем самым действие ПАВ и повышая эффективность стирального порошка. Фосфаты запрещены для использования во многих странах начиная с 1983 г. В странах СНГ при производстве стиральных порошков фосфаты пока используются без ограничений. Только на Украине законодательно принята программа ограничения использования фосфатов начиная с 2014 г.
Большую популярность в западных странах приобрели бесфосфатные стиральные порошки, как вследствие ограничений на применение фосфатов, так и вследствие добровольной заботы об окружающей среде.
В стиральном порошке, предназначенном для автоматической стирки, присутствуют вещества, подавляющие пенообразование.

## Производство стиральных порошков в России
В России в 2010 году выпущено почти 1 млн тонн стиральных порошков. Четверть от этого объёма была экспортирована в Казахстан, Украину и Белоруссию. Экспорт стиральных порошков превышает импорт; потребление порошка россиянами составляет менее 6 кг на душу населения. Доля стиральных порошков для автоматической стирки на рынке превышает долю порошков для ручной стирки и постоянно увеличивается: по оценкам АС Нильсен, в 2007 году доля порошков для автоматической стирки составляла около 70 %, а к концу 2010 года — более 80 %
Доля стиральных порошков (данные АС Нильсен), производимых тремя крупнейшими компаниями (Проктер энд Гэмбл, Хенкель и Нэфис) превышает 80 % российского рынка на протяжении последних лет. За 2008−2009 гг. доля Нэфиса выросла в 2 раза, к 2010 году приблизилась к 10 % и оставалась на этом уровне весь 2010 год. Доля P&G за этот период снизилась до 47 %, а Хенкель занимает 28 %. Во вторую по величине группу входят Аист, Невская Косметика, ReckittBenckiser и Cussons — на начало 2011 года суммарная доля стиральных порошков этих компаний составляла менее 10 % российского рынка.
Начиная с 2010 года в России доля стиральных порошков на рынке средств для стирки падает, так как все большее распространение получают гели для стирки, при производстве которых потребляется меньше электроэнергии и в которые не требуется включать балластовые соли.